# 須波村
須波村（すなみむら）は、広島県豊田郡にあった村。現在の三原市の一部にあたる。

## 地理
- 海洋：瀬戸内海[1]
- 河川：沼田川[1]

## 歴史
- 1889年（明治22年）4月1日、町村制の施行により、豊田郡須波村の大部分（字佐木以外）が村制施行し、須波村が発足[1][2]。
- 1936年（昭和11年）11月15日、豊田郡田野浦村、御調郡三原町・糸崎町・山中村・西野村と合併し、市制施行し三原市を新設して廃止された[1][2]。

## 産業
- 農業

## 交通

### 鉄道
- 1930年（昭和5年）国有鉄道三呉線（現呉線）三原～須波間が開通し、須波駅開設[1]。